# Nazionale maschile under 17 di calcio della Polonia
La nazionale di calcio polacca U-17 è la rappresentativa calcistica Under-17 della Polonia ed è posta sotto l'egida della PZPN. Nella gerarchia delle Nazionali calcistiche giovanili polacche è posta prima della nazionale Under-18 e dopo la nazionale Under-16.

## Partecipazioni ai tornei internazionali

### Europei Under-17
- 2002: Primo turno
- 2003: Non qualificata
- 2004: Non qualificata
- 2005: Non qualificata
- 2006: Non qualificata
- 2007: Non qualificata
- 2008: Non qualificata
- 2009: Non qualificata
- 2010: Non qualificata
- 2011: Non qualificata
- 2012: Semifinali
- 2013: Non qualificata
- 2014: Non qualificata
- 2015: Non qualificata
- 2016: Non qualificata
- 2017: Non qualificata
- 2018: Non qualificata
- 2019: Non qualificata
- 2022: Primo turno
- 2023: Semifinali
- 2024: Quarti di finale

### Mondiali Under-17
- 1991: Non qualificata
- 1993: Non qualificata
- 1995: Quarto posto
- 1997: Non qualificata
- 1999: Primo turno
- 2001: Non qualificata
- 2003: Non qualificata
- 2005: Non qualificata
- 2007: Non qualificata
- 2009: Non qualificata
- 2011: Non qualificata
- 2013: Non qualificata
- 2015: Non qualificata
- 2017: Non qualificata
- 2019: Non qualificata
- 2023: Primo turno